# Paul Langerhans (Mediziner, 1847)

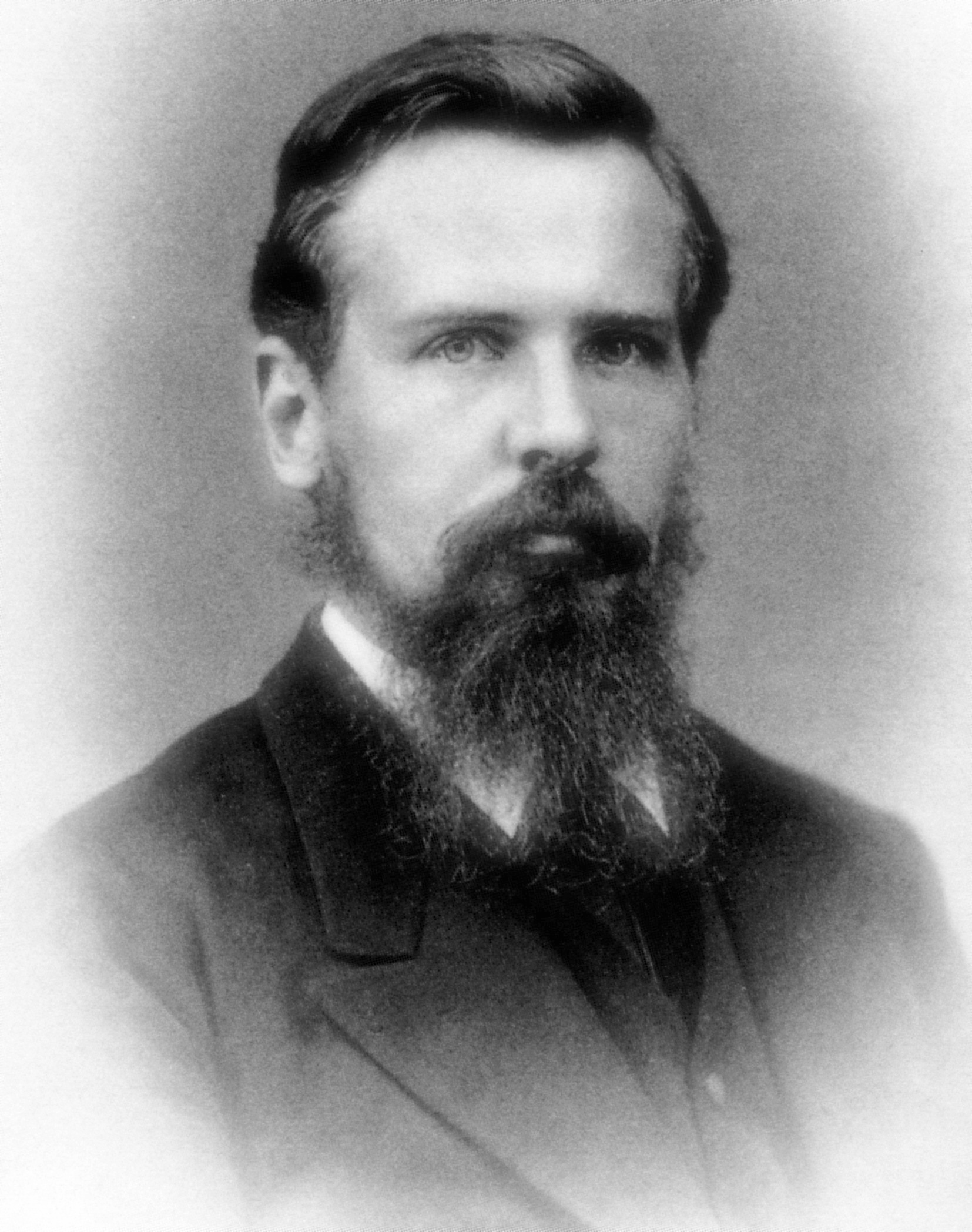
Paul Langerhans (1878)

Paul Langerhans (* 25. Juli 1847 in Berlin; † 20. Juli 1888 in Funchal, Madeira) war ein deutscher Pathologe. Nach ihm sind die Langerhansschen Inseln der Bauchspeicheldrüse und die Langerhans-Zellen der Haut benannt.

## Leben
Paul Langerhans kam aus einer bekannten Familie von Wissenschaftlern. Sein Vater Paul Langerhans senior war ein politisch aktiver Arzt. Paul Langerhans junior war ein Cousin des Köpenicker Bürgermeisters Georg Langerhans, der nach seiner Verhaftung durch den sogenannten Hauptmann von Köpenick Berühmtheit erlangte. Paul Langerhans’ jüngere Brüder wurden ebenfalls Mediziner. Sein jüngerer Halbbruder Robert Langerhans war das Patenkind von Rudolf Virchow, als dessen Assistent er auch arbeitete, und wurde später selbst Pathologieprofessor. Sein Großvater war Friedrich Wilhelm Langerhans, der erste Berliner Stadtbaurat.
Nach dem Besuch des Gymnasiums zum Grauen Kloster in Berlin schrieb er sich 1865 für Medizin an der Universität Jena ein. In der folgenden Zeit beeinflussten ihn Ernst Haeckel und Carl Gegenbaur stark. Im Jahr 1866 wechselte er nach Berlin und arbeitete im Pathologischen Institut des mit der Familie befreundeten Virchow. Bei Virchow und Heinrich Adolf von Bardeleben wurde er 1869 mit der Arbeit Ueber den feineren Bau der Bauchspeicheldrüse (Beiträge zur mikroskopischen Anatomie der Bauchspeicheldrüse) promoviert. Dabei entdeckte er im Pankreas gelegene inselartige „Zellhaufen“, die der französische Histopathologe Édouard Laguesse (1861–1927) im Jahr 1893 nach ihm Ilôts de Langerhans („Langerhanssche Inseln“) nannte. Die wirkliche Bedeutung der „besonderen Zellhaufen“ wurde erst später, etwa 1905 von S. Tschassownikow erkannt.
Bereits 1867 hatte er noch als Student mit einer Technik der Goldchloridfärbung von Julius Cohnheim die später nach ihm benannten Langerhans-Zellen, eine Form dendritischer Zellen, entdeckt. Allerdings nahm er an, dass es sich bei dieser epidermalen Antigen-präsentierenden Immunzelle um eine Nervenzelle der Haut handelte.
Im Jahr 1870 unternahm Langerhans zusammen mit Heinrich Kiepert eine Expedition nach Ägypten, Syrien und Palästina, um Untersuchungen an Lepra-Kranken durchzuführen. Während des Deutsch-Französischen Krieges arbeitete er für die Deutschen in einem Militärkrankenhaus. 1871 nahm er eine Stelle als pathologischer Prosektor an der Universität Freiburg im Breisgau an und habilitierte sich dort im selben Jahr mit einer Arbeit zur Anatomie sympathischer Ganglienzellen. 1874 zum außerordentlichen Professor ernannt, zwang ihn eine im Herbst ausbrechende Tuberkulose, seine wissenschaftliche Karriere zu beenden. Nachdem Kuraufenthalte in Italien, Deutschland und der Schweiz keine Besserung gebracht hatten, ließ er sich 1875 in Funchal auf der portugiesischen Insel Madeira nieder, wo er bis zu seinem Tod blieb. Das milde Klima führte zunächst zu einer Verbesserung seiner Gesundheit, sodass er wieder als Mediziner arbeiten konnte und 1879 eine ärztliche Praxis in Funchal eröffnete. So behandelte er Alfred Ebart (1848–1883), dessen Witwe Margarethe (1852–1933) er nach dessen Tod heiratete.
Während seiner Zeit auf Madeira begann Langerhans, sich für die Meerestiere und Pflanzen der portugiesischen Küste zu interessieren. Unter anderem untersuchte er eine neue Wurmart aus der Klasse der Vielborster, die er seinem Freund Virchow zu Ehren Virchowia nannte. Außerdem verfasste er 1885 ein Handbuch für Madeira, in dem er unter anderem über das Klima der Inselgruppe und die damit verbundenen Heilungsmöglichkeiten für Tuberkulose berichtete.
Während die Tuberkulose fortschritt, erkrankte Langerhans im Februar 1887 an einer Nephritis, an deren Folgen er im Alter von vierzig Jahren starb. Er wurde in Funchal auf dem englischen Friedhof, dem Cemitério Britânico, beigesetzt, wo sein von der Deutschen Dermatologischen Gesellschaft gepflegtes Grab noch heute zu besichtigen ist. Die Deutsche Diabetes-Gesellschaft vergibt ihm zu Ehren seit 1978 die Langerhans-Plakette für Leistungen in der Diabetes-Forschung.